# Wyeomyia
Wyeomyia este un gen de țânțari din familia Culicidae.

## Specii[1]
- Wyeomyia abebela
- Wyeomyia ablechra
- Wyeomyia adelpha
- Wyeomyia aequatorianna
- Wyeomyia airosai
- Wyeomyia alani
- Wyeomyia albosquamata
- Wyeomyia amazonica
- Wyeomyia aningae
- Wyeomyia antunesi
- Wyeomyia aphobema
- Wyeomyia aporonoma
- Wyeomyia arborea
- Wyeomyia argenteorostris
- Wyeomyia arthrostigma
- Wyeomyia atrata
- Wyeomyia autocratica
- Wyeomyia bahama
- Wyeomyia bicornis
- Wyeomyia bonnei
- Wyeomyia bourrouli
- Wyeomyia caracula
- Wyeomyia carrilloi
- Wyeomyia celaenocephala
- Wyeomyia cesari
- Wyeomyia chalcocephala
- Wyeomyia charmion
- Wyeomyia chocoensis
- Wyeomyia circumcincta
- Wyeomyia clasoleuca
- Wyeomyia codiocampa
- Wyeomyia coenonus
- Wyeomyia colombiana
- Wyeomyia complosa
- Wyeomyia compta
- Wyeomyia confusa
- Wyeomyia corona
- Wyeomyia covagarciai
- Wyeomyia davisi
- Wyeomyia deanei
- Wyeomyia diabolica
- Wyeomyia downsi
- Wyeomyia dyari
- Wyeomyia edwardsi
- Wyeomyia esmeraldasi
- Wyeomyia felicia
- Wyeomyia fernandezyepezi
- Wyeomyia finlayi
- Wyeomyia fishi
- Wyeomyia flabellata
- Wyeomyia flavifacies
- Wyeomyia florestan
- Wyeomyia flui
- Wyeomyia forattinii
- Wyeomyia forcipenis
- Wyeomyia fuscipes
- Wyeomyia galvaoi
- Wyeomyia gaudians
- Wyeomyia gausapata
- Wyeomyia grayii
- Wyeomyia guatemala
- Wyeomyia gutierrezi
- Wyeomyia haynei
- Wyeomyia hemisagnosta
- Wyeomyia hirsuta
- Wyeomyia hosautos
- Wyeomyia howardi
- Wyeomyia incaudata
- Wyeomyia ininicola
- Wyeomyia intonca
- Wyeomyia juxtahirsuta
- Wyeomyia knabi
- Wyeomyia kummi
- Wyeomyia labesba
- Wyeomyia lamellata
- Wyeomyia lassalli
- Wyeomyia lateralis
- Wyeomyia leucostigma
- Wyeomyia leucotarsis
- Wyeomyia limai
- Wyeomyia longirostris
- Wyeomyia lopesi
- Wyeomyia lopezii
- Wyeomyia luna
- Wyeomyia luteoventralis
- Wyeomyia lutzi
- Wyeomyia mattinglyi
- Wyeomyia medioalbipes
- Wyeomyia melanocephala
- Wyeomyia melanopus
- Wyeomyia mitchellii
- Wyeomyia moerbista
- Wyeomyia muehlensi
- Wyeomyia mystes
- Wyeomyia negrensis
- Wyeomyia nigricephala
- Wyeomyia nigritubus
- Wyeomyia oblita
- Wyeomyia occulta
- Wyeomyia pallidoventer
- Wyeomyia palmata
- Wyeomyia pampithes
- Wyeomyia pertinans
- Wyeomyia phroso
- Wyeomyia pilicauda
- Wyeomyia pseudopecten
- Wyeomyia pseudorobusta
- Wyeomyia quasilongirostris
- Wyeomyia robusta
- Wyeomyia rooti
- Wyeomyia rorotai
- Wyeomyia roucouyana
- Wyeomyia sabethea
- Wyeomyia scotinomus
- Wyeomyia serrata
- Wyeomyia serratoria
- Wyeomyia shannoni
- Wyeomyia simmsi
- Wyeomyia smithii
- Wyeomyia sororcula
- Wyeomyia splendida
- Wyeomyia staminifera
- Wyeomyia stellata
- Wyeomyia stonei
- Wyeomyia subcomplosa
- Wyeomyia surinamensis
- Wyeomyia tarsata
- Wyeomyia taurepana
- Wyeomyia testei
- Wyeomyia theobaldi
- Wyeomyia trifurcata
- Wyeomyia trinidadensis
- Wyeomyia tripartita
- Wyeomyia trujilloi
- Wyeomyia ulocoma
- Wyeomyia undulata
- Wyeomyia vanduzeei
- Wyeomyia ypsipola
- Wyeomyia zinzala